# Talsperre Cranzahl
Die Talsperre Cranzahl ist eine Talsperre im Freistaat Sachsen. Sie wurde 1949–1952 bei Sehmatal-Cranzahl und Bärenstein im Erzgebirge zur Trinkwasserversorgung von Annaberg-Buchholz und Umgebung gebaut. Später wurde sie erweitert und erneuert. Sie war neben der Talsperre Sosa eines der beiden großen Talsperren-Bauprojekte der jungen DDR. Gemäß dem damaligen Zeitgeist erhielt sie als Zentrales Jugendobjekt der FDJ den Namen „Talsperre der Freundschaft“. Ein Gedenkstein erinnert daran.

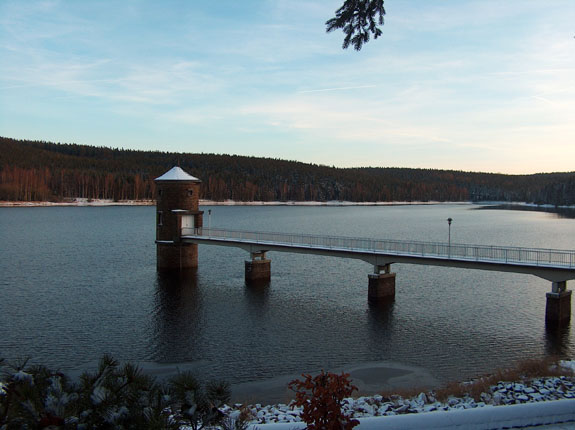
Wasserentnahmeturm

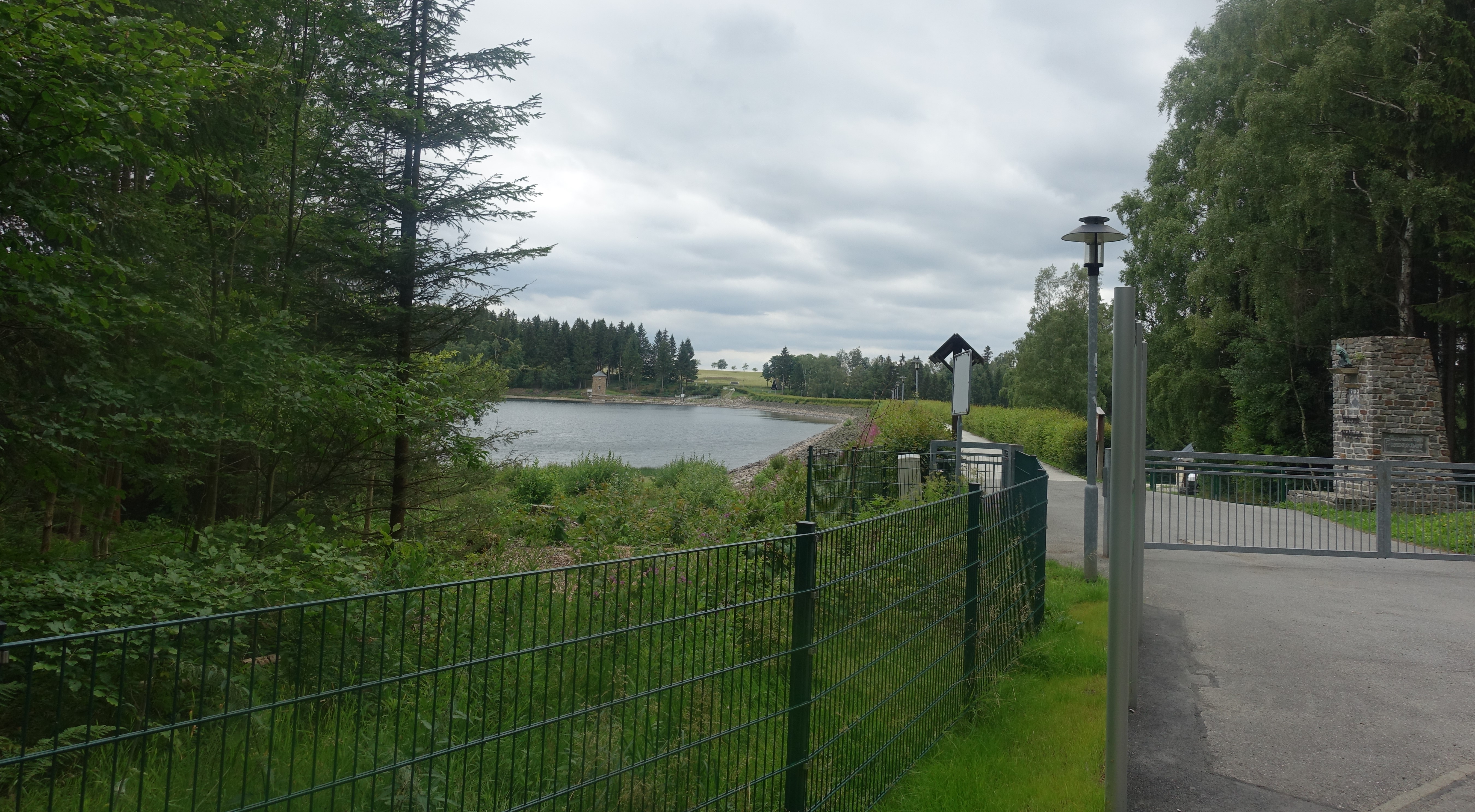
Eingang zur Staumauer mit Gedenkstein

Der Staudamm der Talsperre ist ein im Grundriss geknickter Erdschüttdamm mit geneigter Innendichtung aus Lehm. Sie ist eine große Talsperre nach dem ICOLD-Kriterium. Die gestauten Gewässer sind der Lampertsbach und der Moritzbach. 
Über den Staudamm führt ein begehbarer Weg (500 Meter). Baden, Freizeitsport etc. im Stausee sind nicht erlaubt. Stattdessen bietet sich jedoch die Gelegenheit den Rundweg (3,5 Kilometer) zu nutzen. Wandern, Mountain-Bike- und Skifahren sind hier möglich.